# ABU Robocon 2007
Robocon Hà Nội 2007 là cuộc thi lần thứ sáu của cuộc thi sáng tạo robot châu Á - Thái Bình Dương ABU Robocon được tổ chức hàng năm bởi Hiệp hội Phát thanh Truyền hình châu Á -Thái Bình Dương (ABU). Vòng chung kết được tổ chức tại Cung thể thao Quần Ngựa, Hà Nội, Việt Nam vào ngày 26 tháng 8 năm 2007. Cuộc thi lần nay mang chủ đề Khám phá vịnh Hạ Long. Trung Quốc là đội vô địch sau khi giành chiến thắng tuyệt đối trước Indonesia trong trận chung kết.

## Chủ đề
Hạ Long là một thắng cảnh nổi tiếng bởi vẻ đẹp hùng vĩ của biển trời, hang động, gồm có nhiều đảo lớn nhỏ tạo thành những hình thù kỳ lạ. Vẻ đẹp đó đã khiến Hạ Long được UNESCO hai lần công nhận là Di sản Thiên nhiên Thế giới, và là niềm tự hào của người Việt Nam.
Nội dung cuộc thi xuất phát từ sự tích hình thành vịnh Hạ Long. Đó là thuở người Việt mới lập nước, bị nạn ngoại xâm, Ngọc Hoàng sai Rồng Mẹ mang theo một đàn Rồng Con xuống hạ giới giúp người Việt. Đàn Rồng đã phun ra vô số châu ngọc hóa thành các hòn đảo lớn nhỏ để ngăn chặn thuyền giặc. Sau khi giặc tan, Rồng Mẹ và Rồng Con không trở về trời mà ở lại hạ giới, nơi vừa diễn ra trận chiến. Vị trí Rồng Mẹ xuống là Hạ Long, Rồng Con xuống là Bái Tử Long.
Trong luật thi Robocon 2007, các robot (tượng trưng cho các con rồng) sẽ mang các khối hình trụ (tượng trưng cho ngọc) để tạo ra các hòn đảo lớn nhỏ tượng trưng cho Hạ Long và Bái Tử Long. Đội nào hoàn tất việc xây các hòn đảo trước sẽ trở thành đội chiến thắng.

## Luật chơi
Mỗi đội có 4 thành viên, và chỉ có 3 thành viên được vào sân thi đấu. Các thành viên này phải thuộc cùng một trường đại học, cao đẳng hoặc trung học chuyên nghiệp. Mỗi đội sẽ có 1 robot điều khiển bằng tay và tối đa 3 robot điều khiển tự động.
Sân thi đấu có dạng hình vuông, bên trong có một hình thập giác đều. Đó là vùng robot tự động chỉ dành cho robot tự động, phần còn lại là vùng robot điều khiển bằng tay cho phép robot bằng tay và các thành viên điều khiển nó.
Các viên ngọc làm bằng xốp cứng có hai màu xanh lá cây và đỏ dành cho hai đội. Việc đặt các viên ngọc vào các cột có sẵn (hòn đảo) được gọi là chiếm hòn đảo đó. Đội nào đặt ngọc của mình trên cùng được coi là sở hữu hòn đảo. Mỗi hòn đảo khác nhau sẽ có số điểm khác nhau, lần lượt là 1, 2 và 3 điểm tính từ vòng ngoài vào đến vòng trong.
Mục tiêu cao nhất của trò chơi là chiếm được cụm 3 đảo trung tâm của mình và giành chiến thắng tuyệt đối, gọi là "Victory Islands". Nếu sau 3 phút không có đội nào giành được Victory Islands thì đội nào ghi được nhiều điểm hơn sẽ là đội giành chiến thắng.
Các quy định cụ thể hơn về kích thước sân, khởi động lại (retry) robot tự động, hay các hình phạt dành cho đội vi phạm được nói rõ trong Luật thi đấu Robocon 2007 Lưu trữ ngày 6 tháng 7 năm 2007 tại Wayback Machine.

## Các đội tham gia
| STT | Quốc gia          | Tên đội     | Trường đại học đại diện                      | Đài truyền hình                             |
| --- | ----------------- | ----------- | -------------------------------------------- | ------------------------------------------- |
| 1   | Bangladesh        |             | Đại học Kỹ thuật và Công nghệ Bangladesh     | Đài truyền hình Bangladesh                  |
| 2   | Brunei Darussalam |             | Cao đẳng Kỹ thuật Jefri Bolkiah              | Đài phát thanh truyền hình Brunei           |
| 3   | Trung Quốc        |             | Đại học Giao thông Tây An                    | Đài truyền hình Trung ương Trung Quốc       |
| 4   | Ai Cập            |             | Đại học mùng 6 tháng 10                      | Hiệp hội truyền hình phát thanh Ai Cập      |
| 5   | Fiji              |             | Đại học Nam Thái Bình Dương                  | Công ty TNHH truyền hình Fiji               |
| 6   | Hồng Kông         |             | Đại học Hồng Kông                            | Đài phát thanh truyền hình Hồng Kông        |
| 7   | Ấn Độ             |             | Học viện Công nghệ Delhi Ấn Độ               | Doordarshan                                 |
| 8   | Indonesia         |             | Học viện Bách khoa Kỹ thuật Điện tử Surabaya | Televisi Republik Indonesia                 |
| 9   | Nhật Bản          |             | Học viện Công nghệ Kanazawa                  | Tập đoàn truyền hình Nhật Bản (NHK)         |
| 10  | Hàn Quốc          |             | Đại học Công nghệ và Giáo dục Hàn Quốc       | Hệ thống truyền thông Hàn Quốc              |
| 11  | Ma Cao            |             | Đại học Ma Cao                               | Teledifusao de Macau, S.A.                  |
| 12  | Malaysia          |             | Đại học Công nghệ Malaysia                   | Đài phát thanh truyền hình Malaysia         |
| 13  | Mông Cổ           |             | Đại học Quốc gia Mông Cổ                     | Đài phát thanh truyền hình Cộng hòa Mông Cổ |
| 14  | Nepal             |             | Đại học IOE Tribhuvan                        | Đài truyền hình Nepal                       |
| 15  | Ả Rập Xê Út       |             | Đại học Đức vua Abdulaziz                    | Đài phát thanh truyền hình Ả Rập Xê Út      |
| 16  | Sri Lanka         |             | Đại học Peradeniya                           | Công ty TNHH Mạng truyền hình Độc lập       |
| 17  | Thái Lan          | Ma Praw Onn | Cao đẳng Kỹ thuật Cha Cheong Sao             | Công ty TNHH Công cộng MCOT                 |
| 18  | Việt Nam 1        | BKDC        | Đại học Bách khoa Đà Nẵng                    | Đài truyền hình Việt Nam                    |
| 19  | Việt Nam 2        | DT 02       | Đại học Công nghiệp Hà Nội                   | Đài truyền hình Việt Nam                    |

## Kết quả chia bảng
Lễ bốc thăm chia bảng diễn ra vào ngày 25 tháng 8 năm 2007 với kết quả như sau:
| Bảng A     | Bảng B     | Bảng C    | Bảng D     | Bảng E      | Bảng F | Bảng G   |
| ---------- | ---------- | --------- | ---------- | ----------- | ------ | -------- |
| Bangladesh | Việt Nam 2 | Nhật Bản  | Trung Quốc | Việt Nam 1  | Nepal  | Hàn Quốc |
| Indonesia  | Ma Cao     | Sri Lanka | Mông Cổ    | Ả Rập Xê Út | Ấn Độ  | Fiji     |
|            | Thái Lan   | Brunei    | Hồng Kông  | Malaysia    | Ai Cập |          |

## Vòng bảng
|  | Đội tuyển đi tiếp vào vòng trong |

### Bảng A
| Đội tuyển  | Số trận | Thắng | Thua | Điểm | Victory Island |
| ---------- | ------- | ----- | ---- | ---- | -------------- |
| Indonesia  | 2       | 2     | 0    | 41   | 0              |
| Bangladesh | 2       | 0     | 2    | 4    | 0              |

|  | v |  |
|  | - |  |
|  |   |  |

|  | v |  |
|  | - |  |
|  |   |  |

### Bảng B
| Đội tuyển  | Số trận | Thắng | Thua | Điểm | Victory Island |
| ---------- | ------- | ----- | ---- | ---- | -------------- |
| Thái Lan   | 2       | 2     | 0    | 22   | 0              |
| Việt Nam 2 | 2       | 1     | 1    | 44   | 1              |
| Ma Cao     | 2       | 0     | 2    | 9    | 0              |

| Việt Nam 2 | 9-10 | Thái Lan |
| ---------- | ---- | -------- |
|            |      |          |

| Macau | 2-35 | Việt Nam 2 |
| ----- | ---- | ---------- |
|       |      |            |

Việt Nam 2 giành chiến thắng Victory Island
|  | v |  |
|  | - |  |
|  |   |  |

### Bảng C
| Đội tuyển | Số trận | Thắng | Thua | Điểm | Victory Island |
| --------- | ------- | ----- | ---- | ---- | -------------- |
| Nhật Bản  | 2       | 2     | 0    | 33   | 0              |
| Brunei    | 2       | 1     | 1    | 6    | 0              |
| Sri Lanka | 2       | 0     | 2    | 5    | 0              |

|  | v |  |
|  | - |  |
|  |   |  |

|  | v |  |
|  | - |  |
|  |   |  |

|  | v |  |
|  | - |  |
|  |   |  |

### Bảng D
| Đội tuyển  | Số trận | Thắng | Thua | Điểm | Victory Island |
| ---------- | ------- | ----- | ---- | ---- | -------------- |
| Trung Quốc | 2       | 2     | 0    | 19   | 0              |
| Mông Cổ    | 2       | 1     | 1    | 42   | 1              |
| Hồng Kông  | 2       | 0     | 2    | 7    | 0              |

|  | v |  |
|  | - |  |
|  |   |  |

|  | v |  |
|  | - |  |
|  |   |  |

|  | v |  |
|  | - |  |
|  |   |  |

### Bảng E
| Đội tuyển   | Số trận | Thắng | Thua | Điểm | Victory Island |
| ----------- | ------- | ----- | ---- | ---- | -------------- |
| Việt Nam 1  | 2       | 2     | 0    | 42   | 0              |
| Malaysia    | 2       | 1     | 1    | 39   | 1              |
| Ả Rập Xê Út | 2       | 0     | 2    | 1    | 0              |

|  | v |  |
|  | - |  |
|  |   |  |

|  | v |  |
|  | - |  |
|  |   |  |

|  | v |  |
|  | - |  |
|  |   |  |

### Bảng F
| Đội tuyển | Số trận | Thắng | Thua | Điểm | Victory Island |
| --------- | ------- | ----- | ---- | ---- | -------------- |
| Ai Cập    | 2       | 2     | 0    | 21   | 0              |
| Nepal     | 2       | 1     | 1    | 8    | 0              |
| Ấn Độ     | 2       | 0     | 2    | 11   | 0              |

|  | v |  |
|  | - |  |
|  |   |  |

|  | v |  |
|  | - |  |
|  |   |  |

|  | v |  |
|  | - |  |
|  |   |  |

### Bảng G
| Đội tuyển | Số trận | Thắng | Thua | Điểm | Victory Island |
| --------- | ------- | ----- | ---- | ---- | -------------- |
| Hàn Quốc  | 2       | 2     | 0    | 50   | 1              |
| Fiji      | 2       | 0     | 2    | 4    | 0              |

|  | v |  |
|  | - |  |
|  |   |  |

|  | v |  |
|  | - |  |
|  |   |  |

## Vòng đấu loại trực tiếp
|  | Tứ kết     | Tứ kết         |                |    | Bán kết | Bán kết |  |  | Chung kết | Chung kết |
|  |            |                |                |    |         |         |  |  |           |           |
|  |            |                |                |    |         |         |  |  |           |           |
|  |            |                |                |    |         |         |  |  |           |           |
|  | Thái Lan   | 5              |                |    |         |         |  |  |           |           |
|  | Thái Lan   | 5              |                |    |         |         |  |  |           |           |
|  | Indonesia  | 17             |                |    |         |         |  |  |           |           |
|  | Indonesia  | 17             | Indonesia      | 12 |         |         |  |  |           |           |
|  |            |                | Indonesia      | 12 |         |         |  |  |           |           |
|  |            |                | Malaysia       | 10 |         |         |  |  |           |           |
|  | Nhật Bản   | 7              | Malaysia       | 10 |         |         |  |  |           |           |
|  | Nhật Bản   | 7              |                |    |         |         |  |  |           |           |
|  | Malaysia   | 12             |                |    |         |         |  |  |           |           |
|  | Malaysia   | 12             | Indonesia      | 9  |         |         |  |  |           |           |
|  |            |                | Indonesia      | 9  |         |         |  |  |           |           |
|  |            | Trung Quốc     | Victory Island |    |         |         |  |  |           |           |
|  | Việt Nam 1 | Trung Quốc     | Victory Island | 6  |         |         |  |  |           |           |
|  | Việt Nam 1 |                |                | 6  |         |         |  |  |           |           |
|  | Trung Quốc | 13             |                |    |         |         |  |  |           |           |
|  | Trung Quốc | 13             | Trung Quốc     | 23 |         |         |  |  |           |           |
|  |            |                | Trung Quốc     | 23 |         |         |  |  |           |           |
|  |            |                | Hàn Quốc       | 1  |         |         |  |  |           |           |
|  | Hàn Quốc   | Victory Island | Hàn Quốc       | 1  |         |         |  |  |           |           |
|  | Hàn Quốc   | Victory Island |                |    |         |         |  |  |           |           |
|  | Ai Cập     | 0              |                |    |         |         |  |  |           |           |
|  | Ai Cập     | 0              |                |    |         |         |  |  |           |           |
|  |            |                |                |    |         |         |  |  |           |           |

## Kết quả
| Vô địch Robocon Hà Nội 2007 Inspire Robot Team Đại học Giao thông Tây An - Trung Quốc Lần đầu tiên |

- Giải nhì: Indonesia
- Giải ba: Hàn Quốc và Malaysia

### Các giải phụ
- Giải thưởng của Hiệp hội Phát thanh Truyền hình châu Á-Thái Bình Dương: Ai Cập
- Giải Ý tưởng xuất sắc nhất: Việt Nam 1
- Giải Kỹ thuật tốt nhất: Nhật Bản
- Giải Thiết kế tốt nhất: Thái Lan